# اختيار أسماء
اختيار أسماء هو فيلم تلفزيوني مغربي من إخراج حسن بنجلون سنة 2016، و بطولة كل من خلود البطيوي، عبد اللطيف شوقي، عبد الحق بلمجاهد، وآخرون.

## القصة
يتناول الفيلم قصة السيدة «أسماء» التي ترغب أن تصبح أمًا، لكن زوجها يرفض الإنجاب. ومع مرور الوقت، أصبح الزوج يشعر أنه بحاجة لأن يُصبح أبًا، فتبدأ بذلك عملية البحث عن طريقة لتحقيق ذلك.